# كلية الصيدلة (جامعة الوادي الجديد)
كلية الصيدلة جامعة الوادي الجديد هي كلية مصرية أنشئت سنة 2022.

## النشأة
في 10 يونيو 2021، استقبلت جامعة الوادي الجديد لجنة قطاع العلوم الصيدلية بالمجلس الأعلى للجامعات، لتفقد مبنى كلية الصيدلة المزمع إقامتها بجامعة الوادي الجديد.
في 30 سبتمبر 2021، أصدر مجلس الوزراء  قرارا بالموافقة على إنشاء كلية الصيدلة بجامعة الوادي الجديد، وذلك في إطار الحرص على تزويد الجامعات بالتخصصات العلمية وتقليل الاغتراب.

## أقسام الكلية
- قسم الصيدلانيات والصيدلة الصناعية
- قسم العقاقير
- قسم الكيمياء الدوائية
- قسم الكيمياء الحيوية
- قسم علم الأدوية
- قسم الكيمياء التحليلية الصيدلية
- قسم الصيدلة الإكلينيكية
- قسم الميكروبيولوجيا والمناعة

## مبني الكلية
مبنى كلية الصيدلة، الذي يضم 8 معامل طلابية، بالإضافة إلى المكاتب الإدارية و6 فصول دراسية، وتم افتتاح مبنى كلية العلوم الذي يُقام على مساحة 5500 متر مسطح، ويتكون من ثلاثة أجنحة لأقسام (الكيمياء والفيزياء والجيولوجيا والرياضة والحيوان والنبات)، ويضم 6 مدرجات و13 معملًا طلابيًا و12 معملًا بحثيًا و8 فصول وأربع قاعات دراسية ومكتبة.